# David Pagès i Cassú
David Pagès i Cassú   (Sant Joan de Mollet, 27 de setembre de 1968) és un escriptor, professor historiador i activista cultural català.
La seva tasca es basa a fer conèixer la cultura catalana. Llicenciat en filologia catalana, exerceix com a professor al Col·legi Bell-lloc del Pla. Ha publicat diversos llibres relacionats amb la seva tasca, com "Baules: Cartes generacionals" o "Fe Arrelada", sent aquests dos les seves darreres publicacions. Al llarg de la seva vida ha escrit nombrosos articles al Diari de Girona. També és impulsor de la cultura catalana i combina el seu encàrrec com a docent amb el d'activista cultural.

## Biografia
David Pagès va néixer a Sant Joan de Mollet el 27 de setembre de 1968. Des de ben jove va traspassar-se cap a Girona. Allà va començar la seva nova etapa com a activista cultural, tasca que continua exercint. Des de molt jove s'ha apassionat per la llengua i la cultura catalana. Gràcies a això, avui és professor de l'escola Bell-lloc del Pla i publica llibres i articles relacionats amb la seva feina.
El 1994 va publicar el seu primer llibre titulat "Històries de l'avi Abdon". El 2013, va rebre el Premi Aina Moll en el marc dels Premis 31 de Desembre. i el 2018 va rebre el Rafael Sari.